# Ramy Sabry
Ramy Sabry (tiếng Ả Rập: رامي صبري; sinh ngày 3 tháng 5 năm 1987) là một cầu thủ bóng đá người Ai Cập hiện tại thi đấu ở vị trí trung vệ cho câu lạc bộ Ai Cập Enppi. Năm 2014, Sabry gia hạn hợp đồng với Enppi thêm 5 năm.